# 6683 Karachentsov
A 6683 Karachentsov (ideiglenes jelöléssel 1976 GQ2) a Naprendszer kisbolygóövében található aszteroida. Nyikolaj Sztyepanovics Csernih fedezte fel 1976. április 1-én.